# Stratiomys canadensis
Stratiomys canadensis är en tvåvingeart som beskrevs av Walker 1854. Stratiomys canadensis ingår i släktet Stratiomys och familjen vapenflugor. Inga underarter finns listade i Catalogue of Life.